# Montmédy
Montmédy là một xã trong vùng Grand Est, thuộc tỉnh Meuse, quận Verdun, tổng Montmédy. Tọa độ địa lý của xã là 49° 31' vĩ độ bắc, 05° 22' kinh độ đông. Montmédy nằm trên độ cao trung bình là 294 mét trên mực nước biển, có điểm thấp nhất là 177 mét và điểm cao nhất là 336 mét. Xã có diện tích 23,49 km², dân số vào thời điểm 1999 là 2260 người; mật độ dân số là 96 người/km².

## Thông tin nhân khẩu
| 1962  | 1968  | 1975  | 1982  | 1990  | 1999  |
| ----- | ----- | ----- | ----- | ----- | ----- |
| 1.937 | 2.196 | 2.250 | 2.024 | 1.943 | 2.260 |